# Dicerura unidentata
Dicerura unidentata är en tvåvingeart som beskrevs av Spungis 1987. Dicerura unidentata ingår i släktet Dicerura och familjen gallmyggor.
Artens utbredningsområde är Lettland. Inga underarter finns listade i Catalogue of Life.